# Crobilocerus engeli
Crobilocerus engeli är en tvåvingeart som beskrevs av Geller-grimm och Hradsky 1999. Crobilocerus engeli ingår i släktet Crobilocerus och familjen rovflugor.
Artens utbredningsområde är Turkiet. Inga underarter finns listade i Catalogue of Life.